# Badr
Badr es el nombre de un par de satélites experimentales de comunicaciones pakistaníes (Badr A y Badr B) construidos por la SUPARCO con ayuda británica.
Los Badr fueron construidos por Pakistán para obtener experiencia en el campo del diseño, construcción y manejo de satélites propios.

## Badr A
Lanzado el 16 de julio de 1990 desde Xichang por un cohete Larga Marcha, tenía un peso de 52 kg. Fue puesto en una órbita de 208 km de perigeo y 988 km de apogeo, con una inclinación orbital de 28,5 grados y un periodo de 96,7 minutos.

## Badr B
Lanzado el 10 de diciembre de 2001 desde Baikonur por un cohete Zenit. Tenía un peso de 70 kg y fue puesto en una órbita de 996 km de perigeo y 1015 km de apogeo, con una inclinación orbital de 99,7.